# شيخ تراوري
شيخ تراوري (بالفرنسية: Cheick Traoré) (31 مارس 1995 في فرنسا - ) هو لاعب كرة قدم مالي في مركز الدفاع. لعب مع نادي غانغون.

## وصلات خارجية
- شيخ تراوري على موقع رابطة كرة القدم الفرنسية للمحترفين (الإنجليزية)
- شيخ تراوري على موقع قاعدة بيانات كرة القدم.إي يو (الإنجليزية)
- شيخ تراوري على موقع ليكيب (الفرنسية)
- شيخ تراوري على موقع ناشيونال فوتبول تيمز (الإنجليزية)
- شيخ تراوري على موقع Soccerway.com (الإنجليزية)
- شيخ تراوري على موقع عالم كرة القدم.نت (الإنجليزية)
- شيخ تراوري على موقع AS.com (الإسبانية)